# Masters de Roma 1999
El Internazionali BNL d'Italia 1999 fue la edición del 1999 del torneo de tenis Masters de Roma. El torneo masculino fue un evento de los Masters Series 1999 y se celebró desde el 3 de mayo hasta el 9 de mayo.  El torneo femenino fue un evento de la Tier I 1999 y se celebró desde el 10 de mayo hasta el 16 de mayo.

## Campeones

### Individuales Masculino
Gustavo Kuerten vence a  Patrick Rafter, 6–4, 7–5, 7–6(8–6)

### Individuales Femenino
Venus Williams vence a  Mary Pierce, 6–4, 6–2

### Dobles Masculino
Ellis Ferreira /  Rick Leach vencen a  David Adams /  John-Laffnie de Jager, 6–7, 6–1, 6–2

### Dobles Femenino
Martina Hingis /  Anna Kournikova vencen a  Alexandra Fusai /  Nathalie Tauziat, 6–2, 6–2